# Ратуша Буенос-Айреса
Ратуша Буенос-Айреса (ісп. Cabildo de Buenos Aires) — публічна будівля в Буенос-Айресі, яка використовувалась як місце засідань міської ради за колоніальних часів, а також за часів існування віце-королівства Ріо-де-ла-Плати. Нині у будівлі розміщено музей.

## Історія

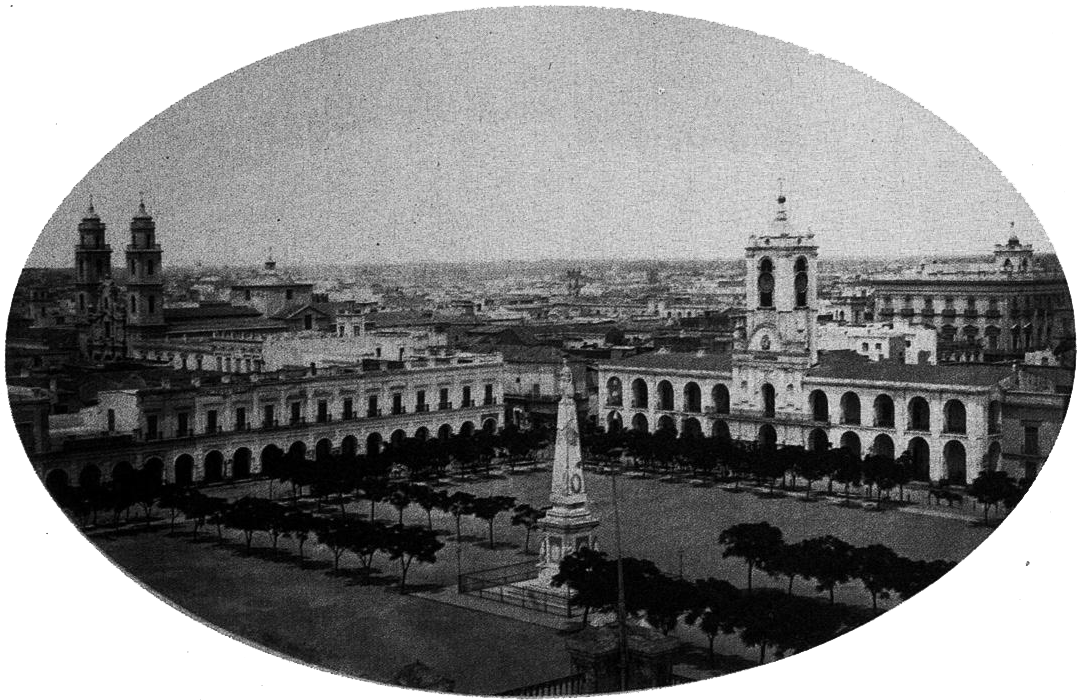
Ратуша у 1867 році з 11 арками

Мер Мануель де Фріас запропонував будівлю, розміщену на Плаза де Майо, для проведення у ній засідань міської ради 3 березня 1608. Будівництво ратуші фінансувалось за рахунок податків з порту Буенос-Айреса. Будівля була готова до використання у 1610 році, але невдовзі виявилось, що вона замала і її довелось розширювати.
У 1682 році через брак технічного обслуговування будівля майже зруйнувалась, у зв'язку з чим було заплановано будівництво нової двоповерхової будівлі з 11 арками. Будівництво не починалось до 23 липня 1725 року, призупинялось у 1728 та відновлювалось у 1731. Однак невдовзі будівництво було знову зупинено через відсутність коштів. Вежа нової ратуші була завершена у 1764 році, але навіть під час Травневої революції 1810 року ратушу не було цілком завершено.
У 1880 році архітектор Педро Бенуа збільшив вежу на 10 метрів й укрив купол глазурованою плиткою замість традиційної червоної колоніальної черепиці. Вежу було зруйновано за дев'ять років, у 1889 році, щоб створити простір для вулиці Авеніда де Майо, також було зруйновано три північні арки. У 1931 році з метою створення простору для вулиці Хуліо Рока було видалено три південні арки, цим самим було відновлено центральну вежу, але залишилось тільки п'ять арок з первинних одинадцяти.
У 1940 році архітектор Маріо Бушіазо здійснив реконструкцію колоніальних рис ратуші, використовуючи архівні документи. Були відновлені вежа, червона черепиця, залізні ґрати на вікнах, а також дерев'яні вікна і двері.

## Національний музей Ратуша
Нині в ратуші розміщено Національний музей Ратуша та музей Травневої революції (Museo Nacional del Cabildo y la Revolución de Mayo), в яких виставлено картини, предмети побуту, одяг та ювелірні прикраси 18 століття. Патіо ратуші донині має декоративний колодязь 1835 року.